# موتور رحمان شه‌بخش
موتور رحمان شه‌بخش روستایی در دهستان کورین بخش کورین شهرستان زاهدان استان سیستان و بلوچستان ایران است.

## جمعیت
بر پایه سرشماری عمومی نفوس و مسکن در سال ۱۳۹۵ جمعیت این روستا ۳۲ نفر (۹خانوار) بوده‌است.